# Sagigik Island
Sagigik Island ist eine unbewohnte Insel der Andreanof Islands, die zu den Aleuten 
gehören. Das etwa 300 m lange Eiland liegt 8 km südlich von Amlia Island.